# Chase (banda)
Chase fue un grupo estadounidense de jazz rock, que estuvo operativo entre 1969 y 1974, en la estela de bandas como Blood, Sweat & Tears o Chicago, dentro de lo que se llamaron big bands de rock.

## Historia
El grupo fue formado por el trompetista Bill Chase, nacido William Edward Chiaiese, el 20 de octubre de 1934, en Dorchester, Massachusetts. Hijo de padres músicos, se dedicó desde muy joven al jazz, y formó parte de las orquestas de Maynard Ferguson, Stan Kenton y Woody Herman, con quien ocupó el puesto de primer trompeta durante varios años.

### 1969-1972
Impresionado por las posibilidades de los grupos de jazz-rock, Bill, ya con 35 años, formó el grupo, con una sección rítmica potente y una línea de metales absolutamente novedosa e impactante: Cuatro trompetistas, ningún saxo, ningún trombón. La banda se denominó, provisionalmente, con su apellido y así se quedó definitivamente. Los músicos de su primera formación, fueron: el propio Bill Chase, Alan Ware, Ted Piecerfield y Jerry Van Blair (trompeta y fliscorno), John Palmer (guitarra), Phil Porter (teclados), Dennis Johnson (bajo), Jay Burrid (batería) y Terry Richards (vocal).

#### En las listas de éxitos
El sello Epic editó un sencillo, con un adelanto de su primer álbum, llamado "Get it on" (1970) que produjo un impacto enorme en los medios y el público, por la potencia de la sección de viento, a la que Chase hacía trabajar en tesituras agudas y comenzando desde un fortíssimo para ya no bajar de ahí en todo el tema. El disco estuvo treinta semanas, a comienzos de 1971, en los charts de Billboard.
El primer álbum de la banda, se llamó como el propio grupo, Chase (1971) y tuvo una acogida excepcional de la crítica. Chase fueron designados como segundo mejor músico pop y rock del año, tras Frank Zappa, y barrieron ese año en los polls de la revista Down Beat, la más importante sobre jazz en EE. UU. Bill fue nombrado "mejor trompetista" por los críticos; el disco, "mejor disco de pop del año"; y el grupo, la 2ª "mejor banda de rock/blues".
Como consecuencia de este éxito, realizaron gira por Europa, Asia y África.

#### Los siguientes discos
El segundo disco de la banda, Ennea (1972), llegó con algunos cambios en la formación: Gary Smith sustituye a Burrid en los tambores; G.G.Shinn reemplaza a Richards con la voz, y además también aporta una quinta trompeta; finalmente, Angel South toma el puesto del guitarrista John Palmer.
Incomprensiblemente, la crítica dio totalmente la espalda a este disco, a pesar de que tenía temas como "Swanee River", "Zeus", etc. La sorpresa del debut se había perdido y el jazz-rock de gran banda comenzaba a declinar en los gustos del público. A finales de ese año, Bill reforma totalmente la banda, en la que no queda uno solo de sus miembros originales, salvo el propio líder.

### El final de la banda
Con la nueva formación, se graba Pure Music (1973), álbum que, sorprendentemente, vuelve a tener un cierto favor de los medios y suficiente repercusión como para relanzar las giras del grupo.
El 9 de agosto de 1974, en una gira, volando durante una fuerte tormenta, el avión que los traslada se accidenta y mueren el propio Bill y tres de los miembros de su nueva banda: el guitarrista, John Emma; el teclista, Wally Yohn y el bajista, Walter Clark, además de los dos pilotos.
La muerte de Bill Chase es, también, el fin de la banda.
Unos años después de su muerte, se editó un álbum-homenaje, Watch closely now (1977), con la participación de todos los miembros de la formación original y los supervivientes al accidente, tomando el trompetista Walt Johnson el papel del propio Chase.